# Gira de la Tormenta Eléctrica
La Gira de la Tormenta Eléctrica es la gira número 15 que desarrolló la banda de heavy metal argentino Rata Blanca.
Comenzó el 7 de agosto de 2015 y terminó el 1 de diciembre de 2017. Se desarrolló para presentar su disco Tormenta eléctrica.
Comenzaron en la ciudad de San Juan, luego siguieron por Mendoza, y luego salieron de la Argentina para dar tres conciertos en Paraguay entre el 14 y 16 de agosto, para luego continuar en La Plata, Rosario y Tandil hasta llegar al estadio Luna Park para la presentación oficial de este disco. Luego encararon la ruta hacia Santiago del Estero, ya que los conciertos de Chaco, Corrientes, Misiones, Catamarca y Tucumán se suspendieron, y previo a esta última suspensión tocaron en Salta y Jujuy.
A comienzos de octubre de 2015 hicieron shows en Haedo y Quilmes (en el Gran Buenos Aires), Sucre (Bolivia), La Paz (Bolivia), Gualeguaychú (provincia de Entre Ríos), Concordia (provincia de Entre Ríos) y Santa Fe (provincia de Santa Fe).
La banda siguió recorriendo la Argentina y otros países del mundo hasta terminar el 2015 en un megacústico.
Durante 2016 siguieron haciendo shows por el país, y se tomaron un descanso hasta mayo cuando volvieron a Perú para participar del Vivo X el Rock, para volver a Buenos Aires el 4 de junio, con dos conciertos previos en La Plata (provincia de Buenos Aires) y José C. Paz (Gran Buenos Aires).
Participaron del Rock Fest BCN y siguieron dando shows hasta finalizar la segunda parte de la gira en Uruguay.
Al año siguiente (2017), entre marzo y mayo, dieron los últimos shows con Guillermo Sánchez en el bajo, quien fallecería el 27 de mayo.
Al mes siguiente (junio de 2017), y tras la pérdida de su compañero, entró Pablo Motyczak para ocupar el lugar en el bajo. Con él recorrieron la Argentina, el Perú y otros países más.
La gira finalizó con dos shows en España, junto a Walter Giardino Temple. Tras esta extensa gira, en la cual se realizaron 154 shows, la banda se encaminó en una nueva gira por los 30 años.

## Adelanto, lanzamiento del disco y gira

### 2015
El día jueves 16 de julio de 2015, el guitarrista de la banda dio detalles del nuevo disco, y mostró temas como «Tormenta eléctrica»,
«Los chicos quieren rock»,
«Rock 'n' roll hotel» y
«Tan lejos de aquel sueño».
Se develaron en el programa No te desesperes, de la radio Mega 98.3.
El 5 de agosto, y después de 7 años de espera, sale a las bateas su nuevo disco de estudio. Este se titula Tormenta eléctrica. Contiene 12 temas, de los cuales 10 son cantados, uno es una intro y el anteúltimo es instrumental. El último tema del disco es un bonus track, y se titula «Mansión de la adivina», y nunca suena en vivo. Se caracteriza por ser el disco más potente de la banda, según dijo el guitarrista Walter Giardino. Los cuatro temas mencionados anteriormente son cortes de difusión.
La portada muestra a la banda bajo un mítico castillo y con la tormenta eléctrica en sus cabezas. Es el primer trabajo de estudio con Danilo Moschen como tecladista de la banda, ya que 5 años antes ocurrió la separación de su tecladista original Hugo Bistolfi. Es, a su vez, el último disco con Guillermo Sánchez al mando del bajo, ya que fallecería tiempo después, a causa de una terrible septicemia.
La frase promocional de este disco es «Guitarras eléctricas sonarán como truenos». El arte de tapa fue realizado por el artista chileno Claudio Bergamín. Este disco fue grabado entre los meses de abril y julio en los estudios Brotheryn de alguna ciudad del estado de California, y mezclado en el estudio Roma Phonic (de Buenos Aires). Es el primer disco en formato digital en la historia de la banda. Es el sucesor del disco El reino olvidado, lanzado 7 años antes. Es con este nuevo álbum que la banda anuncia su regreso al estilo de los primeros años.
Los días 7 y 8 de agosto, y después de un buen tiempo sin tocar, la banda se reencuentra con su público argentino. Los shows tuvieron lugar en San Juan y Mendoza. Las sedes fueron Hugo Espectáculos y el Auditorio Ángel Bustelo. Las últimas visitas habían sido el 5 y 6 de abril de 2014, cuando justamente David Bisbal y los Guns N' Roses hicieron sus respectivos recitales en el estadio de Ferro. Fue así que dio comienzo su nueva gira, que lleva por nombre Gira de la Tormenta Eléctrica. Entre el 14 y 16 de agosto realizaron el Festival Paraguay Rocking Tour junto a Steinkrug y otras bandas más.
Las sedes para realizar los tres conciertos fueron el Club Silvio Pettirossi de Encarnación, el Casco Antiguo de Asunción y el Club Social Área 4 de Ciudad del Este. La última vez que la banda tocó en Paraguay había sido en el mes de septiembre del año 2014.
El recital del 15 de agosto se iba a realizar en realidad en el Club Sol de América, pero por diversos motivos, tuvo que trasladarse al antes mencionado Casco Antiguo. Los días 28 y 29 de agosto tocaron en La Plata y en Rosario, de regreso en Argentina, y las sedes elegidas para estos dos conciertos fueron el Teatro Sala Ópera y el Club Brown.
El show en La Plata se iba a realizar en realidad el 22 de agosto en el estadio Atenas, pero debido a un inconveniente con la organización, debió trasladarse. Comenzaron el mes de septiembre tocando el día 5 en Tandil. El recital coincidió con el de Divididos en el estadio Luna Park.
El último concierto de Rata en Tandil había sido a fines de agosto del año 2013, cuando la banda liderada por Walter Giardino se encontraba desarrollando su gira por el país en el marco de los 25 años de trayectoria.
El nuevo recital se desarrolló en el estadio Unión y Progreso, donde La Renga había hecho lo suyo en diciembre de 1997 en el marco de la gira de presentaciones de Despedazado por mil partes. Luego vino un gran momento de gloria para la banda. El 12 de septiembre, y tras 4 años de ausencia, se anunció su regreso al estadio Luna Park para la presentación oficial de este disco, en un concierto a estadio lleno.
Su última presentación en el mítico estadio bonaerense había sido el 4 de junio de 2011 en el marco de la gira por los 20 años de Magos, espadas y rosas.
En ese mismo día se desarrollaron varios recitales además del de Rata: La Renga hizo lo suyo en Puerto Madryn con sus Pesados Vestigios, Pier hizo la presentación de su último disco Brindaremos en la ciudad de Salta, Divididos tocó en Oberá (provincia de Misiones), Ismael Serrano hizo lo propio en el Gran Rex, Malón participó del Orión Fest 2015 realizado en Ecuador, A.N.I.M.A.L. dio un concierto en el Teatro Greison de Monte Grande, El Bordo se presentó en el Auditorio Oeste y Manu Chao desembarcó en su país natal para participar de la Fête de l’Humanité 2015. Además se desarrolló la Maratón Argentina Corre.
Durante la interpretación de «Batalla persa», tuvieron que hacer un parate de algunos minutos debido a que a Walter Giardino se le rompió la guitarra. Pero el recital continuó como si nada hubiera sucedido. En medio del parate, el baterista Fernando Scarcella hizo lo suyo hasta que el problema se resuelva, y así fue.
Mientras tocaban «Preludio obsesivo, Walter Giardino le dedicó un instrumental a su madre, que se encontraba presente en el concierto. Los días 18, 19 y 20 de septiembre tocarían en el Domo del Centenario de Resistencia, en el Club Regatas de Corrientes y en el Club Itapúa de Posadas. Sin embargo, esos shows se tuvieron que suspender por razones ajenas a la banda. Fue así que luego del show en el Luna y de esas suspensiones, la banda tenía que realizar un concierto en el Cine Teatro Catamarca el día 24/09/2015, pero se suspendió debido a cuestiones de fuerza mayor.
Ese día realizaron la función en el Teatro 25 de Mayo, de Santiago del Estero, que en realidad iba a ser el 23/09, y se agregó una nueva función para el día 25/09. La última visita de la banda a la Tierra de la Chacarera había sido el 29/08/1991, en un recital que tuvo lugar en el Club Olímpicos de La Banda, a un día del concierto en el estadio de Gimnasia y Esgrima de Jujuy, que tuvo lugar el 28 de agosto. Luego siguieron por Salta y Jujuy los días 26 y 27 de septiembre, cuyos recitales tuvieron lugar en el Teatro provincial y en el Teatro José Hernández.
Las últimas visitas fueron el 29 y 30 de marzo del año 2014. Luego tocarían en Tucumán el día 29 de septiembre, pero se suspendió por razones ajenas a la banda. El recital se desarrollaría en el Teatro Mercedes Sosa. A principios del mes de octubre volvieron al Auditorio Oeste, esta vez presentando los temas del nuevo disco. El recital tuvo lugar el día 2.
La última vez que la banda tocó en Haedo había sido el 13/02/2015, lo que supuso ser el único show del año antes de irse a los Estados Unidos para comenzar a grabar este disco. Luego del nuevo regreso a Haedo, la banda partió con rumbo hacia Quilmes para dar un concierto en The Roxy, que tuvo lugar el día posterior. La última vez de la banda en esa ciudad había sido el 15/08/2014, fecha en la cual se cumplieron 27 años desde que comenzó la banda. Tras tres años de ausencia, la banda regresó a Bolivia para dar dos conciertos. El primero se desarrolló en Sucre el día 9 de octubre, y el segundo en La Paz el 10 de octubre. No tocaban allí desde el 14/07/2012, cuando pusieron fin a la gira por los 20 años del disco que los hizo saltar al estrellato.
Las sedes elegidas para estos dos nuevos conciertos fueron el Teatro Mauro Núñez y el Teatro Jaime Laredo, este último conocido como Teatro Al Aire Libre. El 13 de octubre, luego de su corta estadía en Bolivia, la banda vuelve nuevamente a la Argentina, dando un recital masivo en el Teatro Gualeguaychú, de la provincia de Entre Ríos, en frontera con tierras uruguayas, donde habían tocado el año anterior en dos funciones, que tuvieron lugar el 9 y 10 de agosto. El 14 y 15 de octubre, Rata Blanca toca en Concordia y Santa Fe capital. Esos dos shows tuvieron lugar en el Teatro Fundación Odeón y ATE Casa España. El show del 15 de octubre en realidad se iba a realizar en el local Excándalo de Paraná, pero por razones ajenas a la banda, tuvo que ser trasladado a Santa Fe.
El 16 de octubre, la banda regresa a Córdoba, brindando así el primero de los dos recitales, que tuvo lugar en el Complejo Multiespacio de Río Cuarto. Ese día iban a tocar en el Anfiteatro Parque Sur de Santa Fe. En un principio, el recital en Córdoba se desarrollaría el 18, pero por cuestiones personales, se realizó dos días antes.
El 17 de octubre realizan el segundo show, que tuvo lugar en el Quality Espacio de la capital cordobesa. El 22 de octubre, y luego de 7 meses, la banda regresa a México para participar del MotoFiesta León 2015. El recital se desarrolló en el predio Instalaciones de la Feria. El recital coincidió con Divididos en el Teatro de Flores. Dos días después, la banda realiza su segundo show en México, que tuvo lugar en el Salón Morocos de Ciudad Juárez el sábado 24 de octubre. A diferencia de la gira anterior, la banda sólo realizó dos conciertos en ese país. En la gira anterior, la banda sólo realizó 4 shows, restando el recital del 20/03/2015 ya que como dijimos al principio, este se suspendió por razones ajenas a la banda.
El 6 de noviembre, la banda regresa nuevamente a la Argentina para ofrecer un concierto en el Meet Dance Club de Cipolletti. La banda no tocaba en Cipolletti desde principios de agosto de 2014. Un día después, la banda regresó a Comodoro Rivadavia para tocar en el estadio Socios Fundadores, en un recital que se desarrolló el 7 de noviembre. El domingo 8 de noviembre, y tras 4 años, la banda regresa otra vez a Santa Cruz, cuyo recital se desarrolló en el Salón Nicanor Hernández. El último concierto de Rata en Santa Cruz había sido el 24/09/2011 en el Complejo Municipal Ingeniero Knudsen de Caleta Olivia, en el marco de la gira por los 20 años de Magos, espadas y rosas.
El 13 de noviembre, la banda da el anteúltimo show en la Argentina, que se desarrolló en el Teatro Colonial de Avellaneda, donde no tocaban desde el 21/11/2014. El recital contó con la participación de Marcelo Roascio, reconocido endorser y guitarrista argentino. El día 14, la banda da el último show en la Argentina, desarrollado en el Teatro Gran Ituzaingó, donde tocaron por última vez el 22/11/2014.
Los días 18, 19, 20 y 21 de noviembre dieron cuatro conciertos en Chile, cuyas sedes fueron el Teatro Caupolicán de Santiago de Chile, El Huevo de Valparaíso, el Espacio Marina de Concepción y el Rock & Soccer Stadium de Antofagasta. Estos shows fueron luego de que Rata diera el último show en la Argentina. En la segunda fecha, coincidieron con Manu Chao, que tocaba en el estadio Luna Park, donde Rata hizo lo suyo el 12 de septiembre de este año para la presentación de Tormenta eléctrica.
El 27 y 28 de noviembre, la banda regresa a Uruguay para hacer su doblete en La Trastienda Club. El primero de los dos shows coincidió con Airbag en el estadio Luna Park, y el segundo coincidió con Divididos en Quality Espacio. En diciembre, la banda vuelve otra vez a Bolivia, esta vez en dos ciudades distintas a las de la visita anterior.
Los shows tuvieron lugar el 4 y 5 de diciembre en Santa Cruz de la Sierra y Cochabamba, y las sedes fueron el Coliseum Roma y el Coliseo Don Bosco. En esas dos ciudades no tocaban desde hacía 7 años, cuando en esas dos fechas correspondientes a agosto de 2008 presentaron en tierras bolivianas su disco El reino olvidado.
El recital del sábado coincidió con Divididos en el estadio Atenas de La Plata, donde originalmente iba a tocar Rata Blanca el 22 de agosto de 2015 pero se había pasado a otro lugar por un problema con la organización del concierto, como habíamos dicho antes. El 10 y 12 de diciembre, la banda toca en Ecuador y Perú, en este último país participaron de la sexta edición del Festival Vivo X El Rock, desarrollado en la Universidad San Marcos.
El recital del 12 de diciembre coincidió con Divididos en Flores, La Renga en Mar del Plata, Ciro y Los Persas en el estadio Luna Park, Almafuerte en Rosario y La Beriso en La Plata.
Despiden el año tocando el 14 de diciembre en el Niceto Club, en un concierto que fue transmitido por la Mega 98.3. De esta manera termina la primera parte de la gira.

### 2016
Comienzan un nuevo año tocando el 17 de febrero en El Calafate, en el marco de la Fiesta del Lago, a 4 días del tercer y último show de The Rolling Stones en el Estadio Único de La Plata.
El concierto marcó el regreso de la banda a los escenarios tras dos meses de ausencia. Tocaron junto a Los Caligaris y un par de grupos locales y regionales. Fue así que dio comienzo una nueva etapa de su más reciente gira. El recital del regreso de Rata Blanca a los escenarios se desarrolló en el Anfiteatro del Bosque. Esta fue la primera vez que la banda tocó en El Calafate, ya que en los años anteriores tocaron en otras ciudades de esa provincia.
El 20 de febrero dio inicio oficialmente la nueva etapa de esta gira, cuyo recital tuvo lugar en el Centro Cultural Low, de Sunchales. La banda no tocaba en esa ciudad desde aquel 6 de diciembre de 2014 en el marco de su gira por la Argentina. El 25 de febrero iniciaron su gira por el Gran Buenos Aires, con un recital que tuvo lugar en el Teatro Greison de Monte Grande. Luego continuaron con otros dos shows los días 26 y 27 de febrero en Tigre y Lomas de Zamora, y tuvieron lugar en el Teatro Niní Marshall y el Teatro Coliseo, como suelen hacer casi todos los años.
El 4 de marzo la banda llega por primera vez a Villa Sarmiento, dando así un recital en el Microestadio Arena de dicha localidad. Volvieron a contar con Marcelo Roascio como invitado, el mismo con el cual tocaron en agosto, octubre y noviembre de 2015 en La Plata, Quilmes y Avellaneda. El 18 y 19 de marzo, la banda regresa después de dos años a Mar del Plata y Bahía Blanca, cuyos conciertos tuvieron lugar en el Teatro Radio City y el Teatro Don Bosco. Sus últimas visitas a esas dos ciudades habían sido el 17 de mayo y el 28 de noviembre de 2014 en el marco de su gira por Argentina. Luego tocarían en Necochea el 20 de marzo, pero por un problema con la organización del concierto, éste se suspendió.
El 23 y 24 de marzo, la banda vuelve a Rosario y San Nicolás de los Arroyos. Esos dos conciertos tuvieron lugar en el Auditorio Fundación Astengo y en el Teatro Municipal Rafael de Aguiar. No tocaban en esa ciudad bonaerense desde el 11 de mayo y el 15 de julio de 2014 en el marco de la gira por el territorio argentino. Tampoco tocaban en el Astengo desde julio de 2014, y oficialmente no tocaban en Rosario desde la fría noche del 29 de agosto de 2015, cuando realizaron la presentación de Tormenta eléctrica en el Club Brown.
El 25 de marzo, y tras casi tres años, la banda regresó a Venado Tuerto. Su última presentación en esa localidad había sido el 7 de septiembre de 2013 durante su gira por los 25 años desde su fundación. Luego volvieron a tocar otra vez en el Teatro Verdi de Villa María tras dos años, en un recital que tuvo lugar el 26 de marzo.
No tocaban allí desde el 18 de julio de 2014, cuando recorrieron la Argentina y otros países del mundo en una gira de más de 80 shows. El 27 de marzo, la banda regresa tras casi 9 años a la provincia de San Luis, esta vez en Villa Mercedes. La última vez que la banda tocó en esa provincia había sido el 21 de septiembre de 2007, apenas comenzó la primavera. El concierto tuvo lugar en la Vera del Lago, en Potrero de los Funes, durante el Potrero Rock 2007 y en el marco del último tramo de la gira de presentaciones de La llave de la puerta secreta. El nuevo concierto de Rata Blanca en San Luis se realizó en el Salón Fausto.
El 28 de mayo, y tras dos meses de receso, la banda regresa a los escenarios. El recital de este nuevo regreso tuvo lugar en el Estadio Nacional de Lima (Perú), en el marco de una nueva edición del Vivo X El Rock. La última visita fue el 12 de diciembre de 2015 en el marco de la edición anterior del festival.
Esta gira estuvo detenida por los conciertos de los respectivos integrantes de la banda, entre fines de marzo y mitad de mayo. El 2 de junio, en el regreso a la ArgentinaArgentina, la banda da un recital en el Teatro Sala Ópera de la ciudad de La Plata, como aquel 28 de agosto de 2015, cuando realizaron la sexta presentación de Tormenta eléctrica.
El 3 de junio, y tras 10 años y algunos meses, Rata Blanca regresa a José C. Paz, en un concierto que tuvo lugar en La Carpa del Rock. En realidad, la banda iba a tocar en el Club Zone de San Miguel, pero por problemas diversos, el show se trasladó a La Carpa del Rock. Volvieron a contar, como de costumbre, con Marcelo Roascio. No tocaban allí desde el 11 de diciembre de 2005, en el marco de la gira de presentaciones de La llave de la puerta secreta y a falta de 4 días para el concierto en el Microestadio de Racing Club en Avellaneda.
El 4 de junio, a 5 años del anteúltimo concierto en el estadio Luna Park, la banda toca por primera vez en el barrio de Belgrano, en un recital que tuvo lugar en el Auditorio Belgrano. En coincidencia con este concierto, Eruca Sativa se encontraba tocando en Temperley, dando así un show en el Auditorio Sur, donde Rata Blanca lo hizo en 2004 (Gira El camino del fuego), 2006 (Tour La llave de la puerta secreta), 2010 (Talismán Tour), 2011 (Tour XX Aniversario), 2012 (Gira 25 Años), 2014 (Gira 2014) y 2015 (Tour 2015).
Los días 16, 17 y 18 de julio, y después de 7 años de espera, la banda regresó a España. Esos tres shows se desarrollaron en el Parc de Can Zam de Santa Coloma de Gramenet. La banda no tocaba en España desde julio del 2009, cuando realizaron la presentación de El reino olvidado, en una gira que se llama Talismán Tour. Los anteriores conciertos tuvieron lugar en Cáceres, Sevilla y Pravia.
El nuevo regreso se dio en el marco del Rock Fest BCN 2016, en donde participaron junto a otras bandas. El 19 de agosto la banda regresa a la Argentina para tocar en el Complejo Ibiza Disco de San Francisco, Córdoba. No tocaban en San Francisco desde el 9 de octubre de 2010 en el marco de la presentación de El reino olvidado, su anteúltimo disco de estudio.
El 20 de agosto tocaron en Captain Blue. Su última visita había sido el 14 de marzo de 2015, siendo este el último show en la Argentina antes de ir a México y Estados Unidos. En este último país grabaron Tormenta eléctrica.
Esos dos shows coincidieron con los de Los Auténticos Decadentes en el estadio Luna Park. Por otro lado, el concierto del 20 de agosto coincidió con el de Divididos en Quality Espacio.
El 26 de agosto, la banda volvió a tocar en el Teatro Colonial de Avellaneda tras casi un año, ya que su última visita había sido el 13/11/2015 en el marco de la gira de este disco. Al día siguiente volvieron nuevamente a Ituzaingó, en un concierto que tuvo lugar en el Teatro Gran Ituzaingó el 27 de agosto en coincidencia con La Renga en Posadas e Illya Kuryaki and the Valderramas en el estadio Luna Park.
La última vez que tocaron ahí fue el 14 de noviembre de 2015 antes de hacer su gira por otros países.
El 2 de septiembre, y tras dos años, la banda regresó otra vez a Bariloche. Su último concierto fue el 01/08/2014 en el marco de una gira de más de 80 shows. El concierto se desarrolló en coincidencia con La Renga en Casilda. Al día siguiente volvieron a tocar en el Teatro Woodstock de San Justo. No tocaban en ese teatro desde el 08/06/2013 en el marco de la Gira 25 Años, y oficialmente no tocaban en San Justo desde principios de noviembre de 2014 durante su gira por la Argentina y otros países.
El 9 de septiembre regresaron a Corrientes tras casi tres años, donde participaron de una nueva edición del Taragüí Rock. La última visita a Corrientes fue el 26/10/2013 en el marco de los festejos de sus 25 años de su fundación. En el regreso a Corrientes, la banda tocó junto a Malón y Eruca Sativa, y el recital tuvo lugar en el Anfiteatro Mario del Tránsito Cocomarola. El 18 de septiembre, la banda vuelve nuevamente a Santa Cruz. El regreso tuvo lugar en Caleta Olivia, en donde volvieron a tocar tras 5 años de ausencia. El último concierto en esa ciudad fue el 24/09/2011 en el marco de la gira por los 20 años de Magos, espadas y rosas, y oficialmente no tocaban en Santa Cruz desde el 8 de noviembre de 2015 en su más reciente gira.
El nuevo recital se desarrolló en el Complejo Deportivo Municipal Ingeniero Knudsen, donde tocaron en el tiempo antes mencionado. El 24 de septiembre, y en coincidencia con el concierto de Eruca Sativa en el Microestadio de Argentinos Juniors, la banda regresó después de un año al Auditorio Sur de Temperley, donde tocaron por última vez el 28/02/2015, siendo este el segundo show del año en la Argentina. El 30 de septiembre, en coincidencia con Divididos en el Teatro Coliseo, la banda vuelve otra vez a Luján tras dos años de ausencia, y el concierto tuvo lugar en el CCP Luján, al igual que el 11/07/2014 en plena Copa Mundial.
El 15 de octubre volvieron nuevamente a Perú para participar de un nuevo festival, que se llama Todo por el Rock. No tocaban en Arequipa desde el 5 de septiembre de 2014, cuando ese día le hicieron un homenaje a Gustavo Cerati, fallecido el día anterior al recital. El 28 de octubre comenzaron su gira por la parte central del continente americano. Su primer destino fue Honduras, donde tocaron tras 4 años de ausencia. Su última visita fue el 20/10/2012 en el marco de sus 25 años de historia.
El concierto del regreso tuvo lugar en la Plaza 105 de San Pedro Sula. El 29 de octubre volvieron nuevamente a El Salvador tras un año de espera. La última vez que tocaron ahí fue el 30/05/2015 previo a la continuación de la grabación de Tormenta eléctrica. El nuevo concierto de Rata Blanca en El Salvador se desarrolló en el estadio Mágico González y coincidió con Divididos en Olavarría (provincia de Buenos Aires) y Malón en el microestadio Malvinas Argentinas, en la presentación de Nuevo orden mundial.
El 30 de octubre, la banda regresó tras 4 años a Guatemala. El último concierto se desarrolló el 23 de octubre de 2012 en el marco del festejo por los 25 años de trayectoria. Este show de regreso se realizó en Tikal Futura.
El 31 de octubre, después de un año, la banda regresó nuevamente a México. El nuevo show se realizó en El Telón, de Cuautitlán Izcalli. No tocaban en México desde el 22 y 24 de octubre de 2015. En realidad el concierto iba a realizarse en Panamá, pero por distintos motivos, se suspendió y se pasó a México.
Entre el 4 de noviembre y el 2 de diciembre hicieron una gira de 13 conciertos por Estados Unidos, sobre el final del año. No tocaban ahí desde el tour anterior, mientras se encontraban en la preparación de este disco. Los shows del 4 y 5 de noviembre coincidieron con los de los Guns N' Roses en el estadio de River en el regreso de la formación original de la banda. Por otro lado, el show del 5 de noviembre coincidió con el de Ciro y los Persas en el Orfeo Superdomo y Kapanga en el estadio Luna Park.
El 9 de diciembre, la banda regresó a la Argentina para tocar en El Teatro de Flores tras 6 años. La última vez que la banda tocó ahí fue el 16 de octubre de 2010 en el marco del Talismán Tour. Allí tocaron temas que no sonaban desde hacía mucho tiempo, tal es el caso de «Sinfonía fantástica»,
«Amo del camino»,
«Cuando hoy es ayer»
y otros más.
El 10 de diciembre, Rata Blanca regresó a Uruguay para tocar en el Montevideo Music Box. El concierto se iba a realizar el 1 de octubre, pero por distintas razones, se pasó para el 10 de diciembre. La última visita de Rata Blanca a Uruguay fue el 27 y 28 de noviembre de 2015 en La Trastienda Club en el marco de esta gira. Se termina de esta manera la segunda parte de la gira.

### 2017
Comienzan un nuevo año de trayectoria tocando el 3 de marzo en Pinar de Rocha junto a Arpeghy. El concierto marcó el regreso de Rata a los escenarios tras tres meses de receso. Fue así que se abrió la tercera parte de esta gira.
El 4 de marzo regresaron al barrio de Belgrano, dando otro show en el Auditorio Belgrano como el año anterior. El 10 de marzo, después de unos meses, la banda tocó nuevamente en el Teatro Coliseo de Lomas de Zamora. El recital coincidió con el segundo show de Divididos en Quality Espacio.
El 11 de marzo, en coincidencia con el trágico concierto del Indio Solari en Olavarría, la banda regresó otra vez al Teatro Niní Marshall, donde vienen tocando desde la Gira 25 Años. Esta es la quinta vez que la banda toca en este teatro, ya que en 2015 no tuvieron la oportunidad de hacerlo, pero sí en 2012, 2013, 2014 y 2016. En el concierto, la banda tocó un tema que no sonaba desde hacía 20 años. Estamos hablando de Vieja Lucy, del séptimo disco de la banda antes de la separación.
El 15 de marzo, y tras 5 años y varios meses de ausencia, la banda regresó a Santa Rosa. Su última vez allí fue el 21/09/2011 en el marco del Tour XX Aniversario. El nuevo concierto esta vez se desarrolló en el Teatro Español. El 16 de marzo, la banda toca otra vez en el Teatro Don Bosco de Bahía Blanca. Esta fue una nueva visita a ese teatro, la cuarta en la carrera de la banda.
El 17 de marzo, la banda regresó a Río Negro para tocar por segunda vez en una nueva edición de la Fiesta Nacional del Tomate que se desarrolló en el Polideportivo Municipal de Lamarque. Participaron también Coti y el grupo de cumbia Damas Gratis. El concierto coincidió con el de Eruca Sativa en Córdoba, el cual dio comienzo a su gira Barro y Fauna Tour.
El 18 de marzo, la banda toca tras casi 7 años en Trelew, cuyo concierto se desarrolló en el estadio Racing Club en coincidencia con la segunda fecha de la gira antes mencionada de Eruca Sativa. El 19 de marzo tocaron otra vez en Comodoro Rivadavia, dando por primera vez un concierto en el Teatro María Auxiliadora, en donde Walter Giardino Temple hizo lo suyo en 2016 tras su segundo regreso a los escenarios. El 21 de marzo, la banda regresó nuevamente a Bariloche para tocar en el Club Bomberos Voluntarios. El 23 de marzo, y tras casi tres años, la banda regresó a La Rioja, dando un nuevo concierto en el M&M Multiespacio como el 13 de noviembre de 2014 en el marco de su gira por la Argentina y varios países de América del Sur.
El 24 de marzo tocaron otra vez en Jujuy. Esta vez lo hicieron por primera vez en el Centro Cultural Martín Fierro.
El 25 de marzo tocaron por tercera vez en su carrera en el Teatro Provincial de Salta. Su última vez fue el 26 de septiembre de 2015 en el marco de la gira de presentaciones de este disco. El 26 de marzo pudieron tocar por fin en el Teatro Mercedes Sosa de la ciudad de Tucumán tras casi tres años. El último show fue el 15 de noviembre de 2014. Iban a tocar nuevamente el 29 de septiembre de 2015 pero se suspendió y decidieron reprogramarlo.
El 31 de marzo la banda regresó a Mendoza para tocar por primera vez en el Teatro Plaza de Godoy Cruz, donde lo había hecho Divididos en 2011 y 2016. No tocaban en Mendoza desde el 08/08/2015 cuando dieron el segundo concierto de la primera parte de la gira. Y oficialmente no tocaban en Godoy Cruz desde el 27 de abril de 1996, cuando dieron un concierto en el estadio Andes Talleres en su Gira Entre el cielo y el infierno. El 1 de abril, y tras casi dos años, la banda volvió a tocar en San Juan.
La última vez que tocaron en esa provincia fue el 7 de agosto de 2015, cuando dieron el puntapié inicial en el comienzo de la primera parte de esta gira. El 5 de abril se produce el regreso de la banda a Junín. El concierto tuvo lugar en el Teatro La Ranchería, en donde lograron tocar por primera vez.
El 6 de abril tocarían en Glow de Tandil, pero debido al paro general, el concierto tuvo que sufrir un cambio de fecha. Se postergó finalmente para el 12 de abril. La causa de esa postergación fue que el micro que transportaba a la banda no pudo llegar a destino por un corte en la ruta, tal como lo anunció la banda en un comunicado en su cuenta de Facebook.
El 7 de abril, la banda logró tocar por primera vez y por fin en la ciudad bonaerense de Azul. El concierto tuvo su sede en el Teatro Español. Iban a tocar allí en noviembre de 2014 pero no pudo darse.
El 8 de abril, la banda regresó nuevamente a La Plata, cuyo recital se desarrolló en el Teatro Sala Ópera, donde vienen tocando hace muchos años, a excepción del año 2014, cuando tocaron el 25 de septiembre en el Teatro Coliseo Podestá. Luego tocarían en Chivilcoy al día siguiente. Sin embargo, por razones ajenas a la banda, el concierto se suspendió.
El 12 de abril, la banda regresó otra vez a Tandil. El concierto tuvo lugar en Glow Bar & Disco. En realidad, el concierto iba a realizarse el 6 de abril en el estadio Unión y Progreso, pero a causa del paro general que mantuvo varada a la banda, se tuvo que suspender y pasarse de fecha y lugar. La última vez que tocaron en Tandil fue el 5 de septiembre de 2015, cuando realizaron la fecha número 8 que tuvo lugar en el estadio Unión y Progreso antes del regreso al estadio Luna Park el 12 de septiembre para la presentación oficial de Tormenta eléctrica.
El 13 de abril, la banda hizo lo que nunca antes nadie había hecho en la historia del rock argentino. Tocaron por primera vez en Bolívar. El concierto se desarrolló en el Teatro Coliseo Español. Fueron la segunda banda en tocar en ese teatro después del concierto de Airbag que tuvo lugar el 20/11/2008 como motivo de la presentación de Una hora a Tokyo.
El 14 de abril, y tras 25 años, la banda regresó a Bragado. El nuevo recital se desarrolló en el Centro Cultural Florencio Constantino. Anteriormente habían tocado en Bragado el 1 de mayo de 1992 en el marco de la Gira Guerrera. Justo ese día (14 de abril), Ciro y los Persas presentaron Naranja persa en el Anfiteatro Municipal Carlos Gardel de La Falda junto a Cielo Razzo y Los Pérez García.
El 15 de abril, la banda regresó nuevamente al Teatro Radio City de Mar del Plata, en coincidencia con la segunda fecha del Festival La Falda Rock.
Entre el 19 y 23 de abril dieron cinco conciertos en México. Las sedes del regreso fueron C3 Stage de Guadalajara, el Teatro Metropolitano de Querétaro, el Pabellón Cuervo de Ciudad de México, la Disco Escena de Monterrey y la Cineteca Alameda de San Luis Potosí. En Querétaro tocaron tras 15 años. Su última visita había sido el 2 de marzo de 2002 en su Tour Grandes canciones, que fue la gira del regreso.
El 29 de abril, la banda regresó a Perú para participar de la novena edición del Vivo X El Rock. Tuvo su sede en el Estadio Nacional. Tocaron junto a Los Violadores, Los Auténticos Decadentes, Los Cafres y muchas bandas más. El concierto coincidió con el de La Beriso en el estadio Obras y Divididos en el Teatro de Flores. Ese mismo día, La Renga haría lo suyo en el Autódromo Eduardo Copello de San Juan, pero el gobierno de esa provincia impidió que el recital se desarrollara.
El 5 de mayo, la banda regresó al Teatro Gran Ituzaingó, en coincidencia con Sonata Arctica en Buenos Aires. El 6 de mayo tocaron otra vez en el Teatro Colonial de Avellaneda. Este fue el último concierto con Guillermo Sánchez como bajista de Rata Blanca. No se fue de la banda por problemas personales, sino porque estaba atravesando un delicado estado de salud.
El 24 de mayo se emitió un comunicado de la banda que decía que Guillermo Sánchez padecía una septicemia, enfermedad generalizada causada por una bacteria. Sin embargo, el 27 de mayo se produjo su muerte, por lo que la banda se quedó sin su gran amigo y compañero. Debido a eso, la banda emitió un comunicado en su homenaje, y Adrián Barilari colgó un lazo negro de luto en su Facebook. Tras varios días de duelo, la banda se repuso de la pérdida de su compañero. Mas eso no le impidió a la banda seguir tocando en vivo. En su lugar entra Pablo Motyczak en el bajo, argentino de nacimiento, de origen polaco, quien fue técnico de grabación de Rata y participó del regreso a los escenarios de Walter Giardino Temple. Con él tocaron el 10 de junio en el Parque de la Exposición, siendo este el primer concierto sin Guillermo Sánchez en el bajo.
La banda tuvo la oportunidad de tocar junto a Mägo de Oz. El concierto fue programado con anterioridad a la muerte del Negro. El 15 de agosto, la banda cumplió 30 años de trayectoria, y realizaron un concierto en el Teatro Vórterix en homenaje a Guillermo Sánchez, quien fue bajista de la banda en dos etapas: 1987-1997 y 2000-2017. En el homenaje, participaron, además de Rata Blanca, los amigos del Negro.
El 16 de agosto dieron su primer concierto oficial en Argentina con Pablo Motyczak en el bajo. Se desarrolló en el Teatro Municipal Rafael de Aguiar. Esta es la cuarta visita a este teatro, sumada a las anteriores de 2014 (11 de mayo y 15 de julio) y 2016 (24 de marzo).
El 17 de agosto, la banda regresó al Teatro Municipal 1.º de Mayo, en donde tocaron por primera vez en 2014. El 18 de agosto tocaron nuevamente en Quality Espacio, como lo hicieron el 17 de octubre de 2015 en la gira de presentaciones de este disco, con Guillermo Sánchez aún en vida.
El 19 de agosto, la banda tocó por primera vez en Villa Rumipal, en el marco del Villa Rumipal Rock 2017. En esa ciudad tocó por primera vez La Renga el 24 de enero de 2015 en la presentación de Pesados Vestigios.
El 20 de agosto, la banda regresó a la ciudad de Río Cuarto (Córdoba) para tocar por primera vez en Elvis Rock Bar, siendo superados por Eruca Sativa en cuanto a presentaciones en este local cordobés, sabiendo que este es el primer concierto de la banda en ese recinto. El 25 de agosto, la banda regresó a la provincia de Río Negro nuevamente, por tercera vez en el año, para dar un concierto en el bar Kimika Night Club de alguna ciudad de esa provincia.
El 26 de agosto, la banda dio un concierto en Viedma (Río Negro), que tuvo lugar en Mandala Disco. Ese día, La Renga se encontraba realizando su quinto concierto en Buenos Aires, aquel que tuvo lugar en el estadio de Huracán.
Entre el 7 y 10 de septiembre dieron 4 conciertos en Bolivia, que tuvieron lugar en el Buffalo Park, en el Salón Avanti, el Teatro al Aire Libre y el Coliseo C. Satélite.
El 14 de septiembre, la banda regresa a la Argentina para tocar por primera vez en Villa Constitución (provincia de Santa Fe). El concierto se desarrolló en la Sala San Martín.
El 15 de septiembre regresaron a Temperley para tocar otra vez en el Auditorio Sur.
El 16 de septiembre dieron el último show en la Argentina que tuvo lugar en el Auditorio Oeste. Entre el 24 de septiembre y el 20 de octubre hicieron 13 shows por México y Estados Unidos. Los shows del 12, 13, 14 y 15 de octubre fueron suspendidos por razones ajenas a la banda.
El 29 de octubre regresaron otra vez a Chile para participar del Santiago Gets Louder 2017 junto a Walter Giardino Temple, Megadeth y King Diamond.
El 4 de noviembre, y tras 12 años, la banda vuelve a participar del Monsters of Rock. La última vez que lo hicieron fue el 11 de septiembre de 2005 en el estadio de Ferro durante el Tour La llave de la puerta secreta. En esta nueva edición participaron junto a Anthrax, Megadeth, Plan 4 y Vimic. Esta nueva edición se desarrolló en Tecnópolis.
El 29 de noviembre y 1 de diciembre se presentaron en Madrid y Barcelona. Las sedes elegidas fueron la Sala La Riviera y la Sala Razzmatazz II. Tocaron junto a Walter Giardino Temple. Así se termina la tercera parte de esta gira. En el concierto en Madrid, la banda contó con un invitado estelar: El hijo de Walter Giardino, el baterista Christian Giardino. Con él, la banda toca su reconocida canción Chico callejero.

## Setlist
Este setlist representa los primeros 6 shows de esta gira.
1. Tormenta eléctrica
2. Los chicos quieren rock
3. Solo para amarte
4. El círculo de fuego
5. Tan lejos de aquel sueño
6. Señor espectro
7. Volviendo a casa
8. La otra cara de la moneda
9. El jugador
10. Batalla persa
11. Pequeño ángel oscuro
12. Rock 'n' roll hotel
13. Buscando pelea
14. El sueño de la gitana
15. Aún estás en mis sueños
16. Rebelde y solitario
17. Preludio obsesivo
18. Chico callejero
19. La llave de la puerta secreta
20. Las voces del mar
21. El reino olvidado
22. Guerrero del arco iris
23. Mujer amante
24. Abrazando al rock and roll
25. La leyenda del hada y el mago

### Otras canciones tocadas en la gira
1. Gente del sur
2. Cuando hoy es ayer
3. Quizás empiece otra vez
4. El beso de la bruja
5. Guitarra española
6. Asesinos
7. Sinfonía fantástica
8. El amo del camino
9. La misma mujer
10. Michell odia la oscuridad
11. Señora furia
12. Ángeles de acero
13. Un día más, un día menos
14. ¿En nombre de Dios?
15. El último ataque
16. Días duros
17. Talismán

## Conciertos
| Fecha                    | Ciudad                     | País           | Recinto                                        |
| ------------------------ | -------------------------- | -------------- | ---------------------------------------------- |
| América del Sur          |                            |                |                                                |
| 7 de agosto de 2015      | San Juan                   | Argentina      | Hugo Espectáculos                              |
| 8 de agosto de 2015      | Mendoza                    | Argentina      | Auditorio Ángel Bustelo                        |
| 14 de agosto de 2015     | Encarnación                | Paraguay       | Club Silvio Pettirossi                         |
| 15 de agosto de 2015     | Asunción                   | Paraguay       | Casco Antiguo                                  |
| 16 de agosto de 2015     | Ciudad del Este            | Paraguay       | Club Área 4                                    |
| 28 de agosto de 2015     | La Plata                   | Argentina      | Teatro Sala Ópera                              |
| 29 de agosto de 2015     | Rosario                    | Argentina      | Club Brown                                     |
| 5 de septiembre de 2015  | Tandil                     | Argentina      | Club Unión y Progreso                          |
| 12 de septiembre de 2015 | Buenos Aires               | Argentina      | Estadio Luna Park                              |
| 24 de septiembre de 2015 | Santiago del Estero        | Argentina      | Teatro 25 de Mayo                              |
| 25 de septiembre de 2015 | Santiago del Estero        | Argentina      | Teatro 25 de Mayo                              |
| 26 de septiembre de 2015 | Salta                      | Argentina      | Teatro provincial Juan Carlos Saravia          |
| 27 de septiembre de 2015 | Jujuy                      | Argentina      | Teatro José Hernández                          |
| 2 de octubre de 2015     | Haedo                      | Argentina      | Auditorio Oeste                                |
| 3 de octubre de 2015     | Quilmes                    | Argentina      | The Roxy                                       |
| 9 de octubre de 2015     | Sucre                      | Bolivia        | Teatro Mauro Núñez                             |
| 10 de octubre de 2015    | La Paz                     | Bolivia        | Teatro al Aire Libre                           |
| 13 de octubre de 2015    | Gualeguaychú               | Argentina      | Teatro Gualeguaychú                            |
| 14 de octubre de 2015    | Concordia                  | Argentina      | Teatro Fundación Odeón                         |
| 15 de octubre de 2015    | Santa Fe                   | Argentina      | ATE Casa España                                |
| 16 de octubre de 2015    | Río Cuarto                 | Argentina      | Complejo Multiespacio                          |
| 17 de octubre de 2015    | Córdoba                    | Argentina      | Quality Espacio                                |
| América del Norte        |                            |                |                                                |
| 22 de octubre de 2015    | León                       | México         | Instalaciones de la Feria                      |
| 24 de octubre de 2015    | Ciudad Juárez              | México         | Salón Morocos                                  |
| América del Sur          |                            |                |                                                |
| 6 de noviembre de 2015   | Cipolletti                 | Argentina      | Meet Dance Club                                |
| 7 de noviembre de 2015   | Comodoro Rivadavia         | Argentina      | Estadio Socio Fundadores                       |
| 8 de noviembre de 2015   | Puerto San Julián          | Argentina      | Salón Nicanor Hernández                        |
| 13 de noviembre de 2015  | Avellaneda                 | Argentina      | Teatro Colonial                                |
| 14 de noviembre de 2015  | Ituzaingó                  | Argentina      | Teatro Gran Ituzaingó                          |
| 18 de noviembre de 2015  | Santiago de Chile          | Chile          | Teatro Caupolicán                              |
| 19 de noviembre de 2015  | Valparaíso                 | Chile          | El Huevo                                       |
| 20 de noviembre de 2015  | Concepción                 | Chile          | Espacio Marina                                 |
| 21 de noviembre de 2015  | Antofagasta                | Chile          | Rock & Soccer Stadium                          |
| 27 de noviembre de 2015  | Montevideo                 | Uruguay        | La Trastienda Club                             |
| 28 de noviembre de 2015  | Montevideo                 | Uruguay        | La Trastienda Club                             |
| 4 de diciembre de 2015   | Santa Cruz de la Sierra    | Bolivia        | Coliseum Roma                                  |
| 5 de diciembre de 2015   | Cochabamba                 | Bolivia        | Coliseo Don Bosco                              |
| 10 de diciembre de 2015  | Quito                      | Ecuador        | El Teleférico                                  |
| 12 de diciembre de 2015  | Lima                       | Perú           | Universidad San Marcos                         |
| 14 de diciembre de 2015  | Buenos Aires               | Argentina      | Niceto Club                                    |
| 17 de febrero de 2016    | El Calafate                | Argentina      | Anfiteatro del Bosque                          |
| 20 de febrero de 2016    | Sunchales                  | Argentina      | Centro Cultural Low                            |
| 25 de febrero de 2016    | Monte Grande               | Argentina      | Teatro Greison                                 |
| 26 de febrero de 2016    | Tigre                      | Argentina      | Teatro Niní Marshall                           |
| 27 de febrero de 2016    | Lomas de Zamora            | Argentina      | Teatro Coliseo                                 |
| 4 de marzo de 2016       | Villa Sarmiento            | Argentina      | Microestadio Arena                             |
| 18 de marzo de 2016      | Mar del Plata              | Argentina      | Teatro Radio City                              |
| 19 de marzo de 2016      | Bahía Blanca               | Argentina      | Teatro Don Bosco                               |
| 23 de marzo de 2016      | Rosario                    | Argentina      | Auditorio Fundación Astengo                    |
| 24 de marzo de 2016      | San Nicolás de los Arroyos | Argentina      | Teatro Municipal Rafael de Aguiar              |
| 25 de marzo de 2016      | Venado Tuerto              | Argentina      | Centro Cultural Municipal                      |
| 26 de marzo de 2016      | Villa María                | Argentina      | Teatro Verdi                                   |
| 27 de marzo de 2016      | Villa Mercedes             | Argentina      | Salón Fausto                                   |
| 28 de mayo de 2016       | Lima                       | Perú           | Estadio Nacional                               |
| 2 de junio de 2016       | La Plata                   | Argentina      | Teatro Sala Ópera                              |
| 3 de junio de 2016       | José C. Paz                | Argentina      | La Carpa del Rock                              |
| 4 de junio de 2016       | Belgrano                   | Argentina      | Auditorio Belgrano                             |
| Europa                   |                            |                |                                                |
| 16 de julio de 2016      | Santa Coloma de Gramenet   | España         | Parc de Can Zam                                |
| 17 de julio de 2016      | Santa Coloma de Gramenet   | España         | Parc de Can Zam                                |
| 18 de julio de 2016      | Santa Coloma de Gramenet   | España         | Parc de Can Zam                                |
| América del Sur          |                            |                |                                                |
| 19 de agosto de 2016     | San Francisco              | Argentina      | Complejo Ibiza Disco                           |
| 20 de agosto de 2016     | Córdoba                    | Argentina      | Captain Blue                                   |
| 26 de agosto de 2016     | Avellaneda                 | Argentina      | Teatro Colonial                                |
| 27 de agosto de 2016     | Ituzaingó                  | Argentina      | Teatro Gran Ituzaingó                          |
| 2 de septiembre de 2016  | Bariloche                  | Argentina      | Puerto Rock                                    |
| 3 de septiembre de 2016  | San Justo                  | Argentina      | Teatro Woodstock                               |
| 9 de septiembre de 2016  | Corrientes                 | Argentina      | Anfiteatro Mario del Tránsito Cocomarola       |
| 18 de septiembre de 2016 | Caleta Olivia              | Argentina      | Complejo Deportivo Municipal Ingeniero Knudsen |
| 24 de septiembre de 2016 | Temperley                  | Argentina      | Auditorio Sur                                  |
| 30 de septiembre de 2016 | Luján                      | Argentina      | CCP Luján                                      |
| 15 de octubre de 2016    | Arequipa                   | Perú           | Estadio de la UNSA                             |
| América Central          |                            |                |                                                |
| 28 de octubre de 2016    | San Pedro Sula             | Honduras       | Plaza 105                                      |
| 29 de octubre de 2016    | San Salvador               | El Salvador    | Estadio Mágico González                        |
| 30 de octubre de 2016    | Guatemala                  | Guatemala      | Tikal Futura                                   |
| América del Norte        |                            |                |                                                |
| 31 de octubre de 2016    | Cuautitlán Izcalli         | México         | El Telón                                       |
| 4 de noviembre de 2016   | Houston                    | Estados Unidos | Vertigo                                        |
| 5 de noviembre de 2016   | Dallas                     | Estados Unidos | Mojitos                                        |
| 6 de noviembre de 2016   | Austin                     | Estados Unidos | La Rumba Internacional                         |
| 9 de noviembre de 2016   | Denver                     | Estados Unidos | La Rumba                                       |
| 11 de noviembre de 2016  | Salt Lake City             | Estados Unidos | The Complex                                    |
| 12 de noviembre de 2016  | Las Vegas                  | Estados Unidos | Club 2100                                      |
| 20 de noviembre de 2016  | Washington                 | Estados Unidos | The Howard Theater                             |
| 21 de noviembre de 2016  | Queens                     | Estados Unidos | LA Boom                                        |
| 23 de noviembre de 2016  | Chicago                    | Estados Unidos | Aragon Theater                                 |
| 25 de noviembre de 2016  | Orange                     | Estados Unidos | Convention Center                              |
| 26 de noviembre de 2016  | San José                   | Estados Unidos | San José Fairgrounds                           |
| 1 de diciembre de 2016   | San Diego                  | Estados Unidos | Music Box                                      |
| 2 de diciembre de 2016   | Los Ángeles                | Estados Unidos | 6617 Wilson St.                                |
| América del Sur          |                            |                |                                                |
| 9 de diciembre de 2016   | Flores                     | Argentina      | El Teatro                                      |
| 10 de diciembre de 2016  | Montevideo                 | Uruguay        | Montevideo Music Box                           |
| 3 de marzo de 2017       | Villa Sarmiento            | Argentina      | Microestadio Arena                             |
| 4 de marzo de 2017       | Belgrano                   | Argentina      | Auditorio Belgrano                             |
| 10 de marzo de 2017      | Lomas de Zamora            | Argentina      | Teatro Coliseo                                 |
| 11 de marzo de 2017      | Tigre                      | Argentina      | Teatro Niní Marshall                           |
| 15 de marzo de 2017      | Santa Rosa                 | Argentina      | Teatro Español                                 |
| 16 de marzo de 2017      | Bahía Blanca               | Argentina      | Teatro Don Bosco                               |
| 17 de marzo de 2017      | Lamarque                   | Argentina      | Polideportivo Municipal                        |
| 18 de marzo de 2017      | Trelew                     | Argentina      | Estadio Racing Club                            |
| 19 de marzo de 2017      | Comodoro Rivadavia         | Argentina      | Teatro María Auxiliadora                       |
| 21 de marzo de 2017      | Bariloche                  | Argentina      | Club Bomberos Voluntarios                      |
| 23 de marzo de 2017      | La Rioja                   | Argentina      | M&M Multiespacio                               |
| 24 de marzo de 2017      | Jujuy                      | Argentina      | Centro Cultural Martín Fierro                  |
| 25 de marzo de 2017      | Salta                      | Argentina      | Teatro provincial Juan Carlos Saravia          |
| 26 de marzo de 2017      | Tucumán                    | Argentina      | Teatro Mercedes Sosa                           |
| 31 de marzo de 2017      | Godoy Cruz                 | Argentina      | Teatro Plaza                                   |
| 1 de abril de 2017       | San Juan                   | Argentina      | Teatro Sarmiento                               |
| 5 de abril de 2017       | Junín                      | Argentina      | Teatro La Ranchería                            |
| 7 de abril de 2017       | Azul                       | Argentina      | Teatro Español                                 |
| 8 de abril de 2017       | La Plata                   | Argentina      | Teatro Sala Ópera                              |
| 12 de abril de 2017      | Tandil                     | Argentina      | Glow Bar & Disco                               |
| 13 de abril de 2017      | Bolívar                    | Argentina      | Teatro Coliseo Español                         |
| 14 de abril de 2017      | Bragado                    | Argentina      | Centro Cultural Florencio Constantino          |
| 15 de abril de 2017      | Mar del Plata              | Argentina      | Teatro Radio City                              |
| América del Norte        |                            |                |                                                |
| 19 de abril de 2017      | Guadalajara                | México         | C3 Stage                                       |
| 20 de abril de 2017      | Querétaro                  | México         | Teatro Metropolitano                           |
| 21 de abril de 2017      | Ciudad de México           | México         | Pabellón Cuervo                                |
| 22 de abril de 2017      | Monterrey                  | México         | Disco Escena                                   |
| 23 de abril de 2017      | San Luis Potosí            | México         | Cineteca Alameda                               |
| América del Sur          |                            |                |                                                |
| 29 de abril de 2017      | Lima                       | Perú           | Estadio Nacional                               |
| 5 de mayo de 2017        | Ituzaingó                  | Argentina      | Teatro Gran Ituzaingó                          |
| 6 de mayo de 2017        | Avellaneda                 | Argentina      | Teatro Colonial                                |
| 10 de junio de 2017      | Lima                       | Perú           | Parque de la Exposición                        |
| 15 de agosto de 2017     | Buenos Aires               | Argentina      | Teatro Vórterix                                |
| 16 de agosto de 2017     | San Nicolás de los Arroyos | Argentina      | Teatro Municipal Rafael de Aguiar              |
| 17 de agosto de 2017     | Santa Fe                   | Argentina      | Teatro Municipal 1.º de Mayo                   |
| 18 de agosto de 2017     | Córdoba                    | Argentina      | Quality Espacio                                |
| 19 de agosto de 2017     | Villa Rumipal              | Argentina      | Aeródromo Municipal                            |
| 20 de agosto de 2017     | Río Cuarto                 | Argentina      | Elvis Rock Bar                                 |
| 25 de agosto de 2017     | Cipolletti                 | Argentina      | Kimika Night Club                              |
| 26 de agosto de 2017     | Viedma                     | Argentina      | Mandala Disco                                  |
| 7 de septiembre de 2017  | Santa Cruz de la Sierra    | Bolivia        | Buffalo Park                                   |
| 8 de septiembre de 2017  | Cochabamba                 | Bolivia        | Salón Avanti                                   |
| 9 de septiembre de 2017  | La Paz                     | Bolivia        | Teatro al Aire Libre                           |
| 10 de septiembre de 2017 | Potosí                     | Bolivia        | Coliseo C. Satélite                            |
| 14 de septiembre de 2017 | Villa Constitución         | Argentina      | Sala San Martín                                |
| 15 de septiembre de 2017 | Temperley                  | Argentina      | Auditorio Sur                                  |
| 16 de septiembre de 2017 | Haedo                      | Argentina      | Auditorio Oeste                                |
| América del Norte        |                            |                |                                                |
| 24 de septiembre de 2017 | Miami                      | Estados Unidos | The Ground                                     |
| 26 de septiembre de 2017 | Ciudad Juárez              | México         | Salón de Eventos Magno                         |
| 28 de septiembre de 2017 | Houston                    | Estados Unidos | Vertigo                                        |
| 29 de septiembre de 2017 | Dallas                     | Estados Unidos | Control Discotec                               |
| 30 de septiembre de 2017 | Baton Rouge                | Estados Unidos | La Neta Dance Club                             |
| 1 de octubre de 2017     | Austin                     | Estados Unidos | La Rumba Internacional                         |
| 4 de octubre de 2017     | Denver                     | Estados Unidos | La Rumba                                       |
| 5 de octubre de 2017     | Boston                     | Estados Unidos | The Middle East Downstairs                     |
| 6 de octubre de 2017     | Nashville                  | Estados Unidos | Ibiza Night Club                               |
| 7 de octubre de 2017     | Chicago                    | Estados Unidos | Rey de Copas                                   |
| 8 de octubre de 2017     | Washington                 | Estados Unidos | The State Theatre                              |
| 9 de octubre de 2017     | Nueva York                 | Estados Unidos | Stage 48                                       |
| 20 de octubre de 2017    | Los Ángeles                | Estados Unidos | Leonardo's                                     |
| América del Sur          |                            |                |                                                |
| 29 de octubre de 2017    | Santiago de Chile          | Chile          | Movistar Arena                                 |
| 4 de noviembre de 2017   | Villa Martelli             | Argentina      | Tecnópolis                                     |
| Europa                   |                            |                |                                                |
| 29 de noviembre de 2017  | Madrid                     | España         | Sala La Riviera                                |
| 1 de diciembre de 2017   | Barcelona                  | España         | Sala Razzmatazz II                             |

## Conciertos suspendidos o reprogramados
| Fecha                    | Ciudad, País                                        | Lugar                 | Motivo |
| ------------------------ | --------------------------------------------------- | --------------------- | --- |
| 22 de agosto de 2015     | La Plata, provincia de Buenos Aires, Argentina      | Estadio Atenas        | El concierto tuvo que sufrir un cambio de fecha y lugar debido a un inconveniente con la organización. Se pasó para el 28 de agosto en el Teatro Sala Ópera. |
| 18 de septiembre de 2015 | Resistencia, Chaco, Argentina                       | Domo del Centenario   | Suspendido por razones ajenas a la banda. Posiblemente sería reprogramado. |
| 19 de septiembre de 2015 | Corrientes, provincia de Corrientes, Argentina      | Club Regatas          | Suspendido por razones diversas. Volvieron a Corrientes el 9 de septiembre de 2016. Oficialmente volverían ellos solos el 2 de septiembre de 2017 en el mismo escenario que iban a tocar. Sin embargo, tampoco pudo hacerse. Tocaron el 20 de mayo de 2023 en su Tour Argentino y Mundial 2023 - El Rock Nunca Muere. Se realizó finalmente en Concepto Yapiré. |
| 20 de septiembre de 2015 | Posadas, provincia de Misiones, Argentina           | Club Itapúa           | Suspendido por motivos ajenos a la banda. Se reprogramó para el 1 de septiembre de 2017, pero tampoco puede hacerse. Tocaron finalmente el 19 de mayo de 2023 en Umma Disco en el marco de su Tour Argentino y Mundial 2023 - El Rock Nunca Muere, luego de tocar en Paraguay el día anterior.                                                                  |
| 24 de septiembre de 2015 | Catamarca, provincia de Catamarca, Argentina        | Cine Teatro Catamarca | Suspendido por razones ajenas a la banda. Se reprogramó para ese mismo día en el Teatro 25 de Mayo. |
| 29 de septiembre de 2015 | Tucumán, provincia de Tucumán, Argentina            | Teatro Mercedes Sosa  | Suspendido por razones ajenas a la banda. Se reprogramó para el 26 de marzo de 2017. |
| 15 de octubre de 2015    | Paraná, provincia de Entre Ríos, Argentina          | Discoteca Excándalo   | Se suspendió por problemas varios, y se trasladó a ATE Casa España. |
| 16 de octubre de 2015    | Santa Fe, provincia de Santa Fe, Argentina          | Anfiteatro Parque Sur | Suspendido por razones varias. Se pasó al Complejo Multiespacio. Tocaron en Santa Fe el 17 de agosto de 2017. |
| 20 de marzo de 2016      | Necochea, provincia de Buenos Aires, Argentina      | Cine Teatro París     | Suspendido debido a un inconveniente con la organización del concierto. Posiblemente reprogramado. |
| 31 de octubre de 2016    | Panamá, Panamá                                      | Lattitude 47          | Se suspendió por varios problemas. Se trasladó a El Telón de Cuautitlán Izcalli. Tocaron finalmente en Panamá el 21 de septiembre de 2019 en su Tour Mundial 2019 |
| 9 de abril de 2017       | Chivilcoy, provincia de Buenos Aires, Argentina     | Estadio Centro        | Suspendido por razones ajenas a la banda. Posiblemente reprogramado. |
| 12 de octubre de 2017    | Phoenix, estado de Arizona, Estados Unidos          | Versalles Palace      | El concierto se suspendió por razones ajenas a la banda. Tocarán finalmente el 22 de octubre de 2023 en su Tour Argentino y Mundial 2023 - El Rock Nunca Muere, lo que será, probablemente, la última fecha de esta gira, mientras se espera la salida de su nuevo álbum.                                                                                       |
| 13 de octubre de 2017    | Santa Ana, estado de California, Estados Unidos     | Yost Theater          | El concierto fue suspendido por razones ajenas a la banda. Tocaron el 28 de septiembre de 2018 en su XXX Aniversario Tour. |
| 14 de octubre de 2017    | San Francisco, estado de California, Estados Unidos | Roccapulco            | El concierto fue suspendido por razones ajenas a la banda. Tocaron el 22 de septiembre de 2018 en su XXX Aniversario Tour. |
| 15 de octubre de 2017    | Las Vegas, estado de Nuevo México, Estados Unidos   | Club 2100             | El concierto fue suspendido por razones ajenas a la banda. Tocaron el 13 de octubre de 2019 en su Tour Mundial 2019. |

## Países visitados
- Argentina
- Bolivia
- Paraguay
- Uruguay
- Ecuador
- Chile
- Perú
- El Salvador
- Honduras
- Guatemala
- México
- Estados Unidos
- España

## Formación durante el primer tramo de la gira
- Adrián Barilari: voz (1989-1993 y 2000-actualidad)
- Walter Giardino: guitarra eléctrica líder (1986-1997, 2000-actualidad)
- Guillermo Sánchez: bajo (1987-1997, 2000-2017)
- Fernando Scarcella: batería (2000-2023)
- Danilo Moschen: teclados (2010-actualidad)

## Formación durante el resto de la gira
- Adrián Barilari: voz (1989-1993, 2000-actualidad)
- Walter Giardino: guitarra eléctrica líder (1986-1997, 2000-actualidad)
- Pablo Motyczak: bajo (2017-2023)
- Fernando Scarcella: batería (2000-2023)
- Danilo Moschen: teclados (2010-actualidad)